# جرارد ایزبک
جرارد ایزبک (انگلیسی: Gérard Isbecque; ۱۵ مارس ۱۸۹۷ – ۳ اوت ۱۹۷۰) بازیکن فوتبال اهل فرانسه بود.
وی همچنین برندهٔ جوایزی همچون لژیون دونور شده‌است.
از باشگاه‌هایی که در آن بازی کرده‌است می‌توان به اشاره کرد.
وی همچنین در تیم ملی فوتبال فرانسه بازی کرده‌است.